# Канини, Микеле
Микеле Канини (итал. Michele Canini; род. 5 июня 1985, Брешиа, Ломбардия) — итальянский футболист, центральный защитник.

## Карьера
Микеле Канини начал карьеру в клубе «Аталанта», куда пришёл в возрасте 7 лет. В 2004 году он был арендован клубом Серии С1 «Самбенедеттезе», где провёл сезон, сыграв в 33 матчах. На следующий год он перешёл в «Кальяри», выкупивший половину прав (2 млн евро) на игрока. В этой команде Канини занял твёрдое место в основном составе клуба, а потому в следующее межсезонье команда выкупила оставшуюся часть прав на контракт защитника за 3 млн евро. В сезоне 2006/07 Микеле провёл за клуб лишь 4 игры: этому помешала тяжёлая травма крестообразных связок, полученная в матче молодёжной сборной Италии. Лишь в середине следующего сезона Канини вернулся на поле и вновь занял место основного защитника команды.
Летом 2009 года Канини интересовался римский «Лацио» и «Милан», но сделка не состоялась. 28 ноября 2010 года Микеле забил свой первый гол за годы выступления в клубах, поразив ворота «Лечче». В том же сезоне игроком интересовались многие итальянские клубы, включая «Милан» и «Ювентус», однако защитник ответил: «Слухи появляются каждый раз, когда рынок открывается. Я нашёл свою команду и не хочу из неё уходить».
12 июля 2012 года Канини перешёл в клуб «Дженоа». Контракт с игроком рассчитан на три года.

## Международная карьера
Канини выступал за молодёжные и юношеские сборные различных возрастов. С командой до 20 лет он участвовал в молодёжном чемпионате мира. Со сборной до 21 года он играл на двух чемпионатах Европы, в 2005 и 2007 годах, во втором из которых, правда, на поле не выходил.